# MTV Europe Music Awards de 2011
O MTV Europe Music Awards de 2011 aconteceu em Belfast, Irlanda do Norte, no dia 6 de novembro de 2011, na Odyssey Arena. A apresentadora foi a cantora e atriz Selena Gomez. No dia 19 de setembro de 2011, os indicados foram anunciados. As indicações nas categorias internacionais foram dominadas por Lady Gaga, com sete indicações, Katy Perry e Bruno Mars, com cinco, e 30 Seconds to Mars e Adele, com três cada. 
Este ano incluiu prêmios prêmios internacionais, com um total de 4 categorias não-europeias, que englobaram territórios na Ásia, na América Latina, na América do Norte, no Médio Oriente e África. Nesta edição, foi introduzido um novo prêmio, o Biggest Fans Award ("prêmio para os maiores fãs"). Os vencedores europeus foram anunciados no dia 18 de outubro de 2011. 
Esse ano, a MTV homenageou o Queen com o prêmio Ícone Global. 
A grande vencedora da noite foi Lady Gaga, com 4 prêmios. Seguiu-se Justin Bieber com 3 prêmios, 30 Seconds to Mars e Bruno Mars, com 2, e Katy Perry, Eminem, Linkin Park e Big Bang, com um prêmio cada.

## Indicados e Vencedores
Os vencedores estão assinalados em negrito.

### Melhor Canção
- Adele — "Rolling in the Deep"
- Bruno Mars — "Grenade"
- Jennifer Lopez (featuring Pitbull) — "On the Floor"
- Katy Perry — "Firework
- Lady Gaga — "Born This Way"

Durante a premiação desta categoria, um homem completamente nu apareceu no palco.

### Melhor Vídeo
- Adele — "Rolling in the Deep"
- Beastie Boys — "Make Some Noise"
- Beyoncé — "Run the World (Girls)"
- Justice — "Civilzation"
- Lady Gaga — "Born This Way"

### Melhor Artista Feminina
- Lady Gaga
- Adele
- Beyoncé
- Jennifer Lopez
- Katy Perry

### Melhor Artista Masculino
- Bruno Mars
- David Guetta
- Eminem
- Justin Bieber
- Kanye West

### Artista Revelação
- Bruno Mars
- Jessie J
- Wiz Khalifa
- LMFAO
- Big Time Rush

### Melhor Artista Push
- Alexis Jordan
- Big Time Rush
- Bruno Mars
- Jessie J
- Katy B
- Wiz Khalifa
- Theophilus London
- Neon Trees
- LMFAO
- Far East Movement

### Melhor Artista/grupo Rock
- Coldplay
- Foo Fighters
- Linkin Park
- Kings of Leon
- Red Hot Chili Peppers

### Melhor Artista/grupo Alternativo
- Arctic Monkeys
- Arcade Fire
- 30 Seconds to Mars
- The Strokes
- My Chemical Romance

### Melhor Artista Hip-Hop
- Eminem
- Nicki Minaj
- Jay-Z
- Kanye West
- Pitbull
- Snoop Dogg

### Melhor Artista ao Vivo
- Coldplay
- Foo Fighters
- Katy Perry
- Lady Gaga
- Red Hot Chili Peppers

### Melhor Artista Pop
- Britney Spears
- Justin Bieber
- Katy Perry
- Lady Gaga
- Rihanna

### Melhor Performance World Stage
- The Black Eyed Peas
- Enrique Iglesias
- Kings of Leon
- Linkin Park
- Ozzy Osbourne
- Snoop Dogg
- 30 Seconds to Mars
- Diddy-Dirty Money
- My Chemical Romance
- Arcade Fire

### Maiores fãs
- 30 Seconds to Mars
- Justin Bieber
- Lady Gaga
- Selena Gomez
- Paramore

### Ícone Global
- Queen

### MTV Voice Award
- Justin Bieber

### Melhor Artista do Mundo
- Big Bang
- Britney Spears
- Abdelfattah Grini
- Lena Meyer-Landrut
- Restart

## Prémios Regionais

### Melhor Artista do Reino Unido ou da República da Irlanda
- Adele
- Coldplay
- Florence and the Machine
- Jessie J
- Kasabian

### Melhor Artista Dinamarquês
- L.O.C.
- Medina
- Nik & Jay
- Rasmus Seebach
- Rune RK

### Melhor Artista Finlandês
- Anna Abreu
- Children of Bodom
- Haloo Helsinki!
- Lauri Ylönen
- Sunrise Avenue

### Melhor Artista Norueguês
- Erik og Kriss
- Eva & The Heartmaker
- Jaa9 & OnklP
- Jarle Bernhoft
- Madcon

### Melhor Artista Sueco
- Eric Amarillo
- Mohombi
- Robyn
- Swedish House Mafia
- Veronica Maggio

### Melhor Artista Alemão
- Beatsteaks
- Clueso
- Culcha Candela
- Frida Gold
- Lena

### Melhor Artista Italiano
- Fabri Fibra
- Jovanotti
- Modà
- Negramaro
- Verdena

### Melhor Artista Neerlandês
- Afrojack
- Baskervilles
- Ben Saunders
- De Jeugd van Tegenwoordig
- Go Back to the Zoo

### Melhor Artista Belga
- Deus
- Goose
- Stromae
- The Subs
- Triggerfinger

### Melhor Artista Francês
- Ben l'Oncle Soul
- David Guetta
- La Fouine
- Martin Solveig
- Soprano

### Melhor Artista Polonês
- Afromental
- Doda
- Ewa Farna
- Monika Brodka
- Myslovitz

### Melhor Artista Espanhol
- El Pescao
- Nach
- Russian Red
- Vetusta Morla
- Zenttric

### Melhor Artista Russo
- Градусы
- Каста
- Machete
- Nyusha
- Тимати

### Melhor Artista Romeno
- Alexandra Stan
- Fly Project
- Guess Who
- Puya
- Smiley

### Melhor Artista Português
- Amor Electro
- Aurea
- Diego Miranda
- Expensive Soul
- The Gift

### Melhor Artista da regiãoAdria(ex-Jugoslávia)
- Dubioza Kolektiv
- Hladno pivo
- Magnifico
- S.A.R.S.
- SevdahBABY

### Melhor Artista Húngaro
- Bin Jip
- Compact Disco
- Fish!
- Punnany Massif
- The Carbonfools

### Melhor Artista Turco
- Atiye Deniz
- Cartel
- Duman
- Hadise
- Mor ve Ötesi

### Melhor Artista Ucraniano
- Jamala
- Ivan Dorn
- Kazaky
- Max Barskih
- Sirena

### Melhor Artista Grego
- Κόκκινα Χαλιά
- Mark F. Angelo featuring Shaya
- MEΛISSES
- Onirama
- Panos Mouzourakis featuring Kostis Maraveyas

### Melhor Artista Israelita
- Izabo
- Liran Danino
- Sarit Hadad
- The Walking Man
- The Young Professionals

### Melhor Artista Suíço
- Adrian Stern
- Baschi
- Gimma
- Myron
- TinkaBelle

### Melhor Artista Checo e Eslovaco
- Ben Cristovao
- Charlie Straight
- Debbi
- PSH
- Rytmus

## Prémios Mundiais

### Melhor Artista Europeu
- Adele
- Alexandra Stan
- Atiye Deniz
- Aurea
- Ben Saunders
- Charlie Straight
- Compact Disco
- Deus
- Dubioza Kolektiv
- Eva & The Heartmaker
- Ewa Farna
- Gimma
- La Fouine
- Lauri Ylönen
- Lena
- Mark F. Angelo featuring Shaya
- Medina
- Modà
- Nyusha
- Russian Red
- Sirena
- Swedish House Mafia
- The Young Professionals

### Melhor Artista Africano, Indiano ou do Médio Oriente
- Abdelfattah Grini
- Black Coffee
- Cabo Snoop
- Fally Ipupa
- cribe
- Wizkid

### Melhor ArtistaÁsia-Pacífico
- Agnes Monica
- Big Bang
- EXILE
- Gotye
- Jane Zhang
- Jay Chou
- Sia

### Melhor Artista América Latina
- Ádammo
- Babasónicos
- Belanova
- Calle 13
- Don Tetto
- No Te Va Gustar
- Panda
- Restart
- Seu Jorge
- Zoé

### Melhor Artista América do Norte (EUA e Canadá=
- Beyoncé
- Britney Spears
- Bruno Mars
- Foo Fighters
- Justin Bieber
- Katy Perry
- Lady Gaga
- Lil Wayne

## Performances

### Pré-Show
- Jason Derülo — It Girl / In My Head

### ShowPrincipal
- Coldplay — "Every Teardrop Is a Waterfall"[4]
- LMFAO com Lauren Bennett e GoonRock — "Party Rock Anthem"[4]
- Bruno Mars — "Marry You"[5]
- Jessie J — "Price Tag"[4]
- Red Hot Chili Peppers — "The Adventures of Rain Dance Maggie"[6]
- Lady Gaga — "Marry the Night"[5]
- Selena Gomez & The Scene — "Hit the Lights"[7]
- Snow Patrol — "Called Out in the Dark"[8]
- Justin Bieber — "Mistletoe / Never Say Never"[9]
- David Guetta com Taio Cruz, Ludacris e Jessie J — "Sweat (Remix) / Little Bad Girl / Without You"[9]
- Adam Lambert e Queen - "The Show Must Go On / We Will Rock You / We Are the Champions" [10]

### ShowDigital
- Snow Patrol — "This Isn't Everything You Are"
- Jason Derülo — "Don't Wanna Go Home"

## Apresentadores

### Show Principal
- Nicole Polizzi e Jennifer Farley — Apresentando Melhor Artista ao Vivo
- David Hasselhoff — Apresentando Melhor Artista Feminina
- Katy Perry — Apresentou Ícone Global
- Ashley Rickards e Sheamus — Apresentando Melhor Artista Masculino
- Amy Lee — Introduziu o Red Hot Chili Peppers
- Jeremy Scott e Above — Apresentando Melhor Artista Revelação[9]
- Hayden Panettiere — Apresentando Melhor Canção[9]
- Jessie J — Introduziu o Tributo a Amy Winehouse
- Bar Refaeli e Irina Shayk — Apresentando o Melhor Vídeo